# Wallasey
Koordinaten: 53° 25′ N, 3° 4′ W

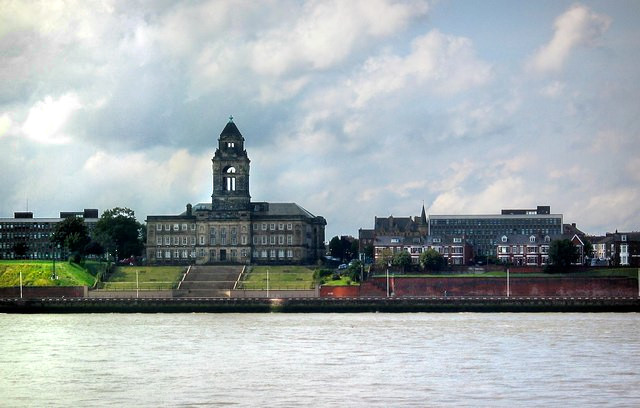
Wallasey

Wallasey ist eine Stadt im Westen Englands an der Spitze der Halbinsel Wirral an der Mündung des River Mersey gegenüber der Stadt Liverpool, die von Wallasey durch den 1934 vollendeten Queensway-Tunnel und den 1971 erbauten Kingsway-Tunnel erreicht werden kann. Wallasey entstand durch den Zusammenschluss der Gemeinden Liscard, Seacombe, Egremont, New Brighton, Wallasey Village und Poulton. Liscard ist dabei das Hauptgeschäftsviertel. Wallasey hat ca. 59.000 Einwohner.

## Geschichte
Der genaue Ursprung des Ortsnamens ist nicht gesichert. Möglicherweise stammt er vom germanischen walha = Fremder ab, dem auch die Bezeichnung für Wales zugrunde liegt (siehe auch das deutsche Wort „welsch“). Im Ortsteil New Brighton, das nach 1830 an der Stelle einer Fährverbindung nach Liverpool entstand, befand sich von 1898 bis zu seinem Abriss 1921 das höchste Bauwerk Großbritanniens, der knapp 173 Meter hohe New Brighton Tower. Damals war New Brighton einer der beliebtesten Badeorte an der englischen Westküste, wurde aber nach dem Zweiten Weltkrieg von anderen Orten wie Blackpool und Southport überflügelt. Der Fährverkehr nach Liverpool wurde 1969 eingestellt. Der in den 1860er Jahren gebaute Pier wurde 1978 abgebrochen. 
Der Leuchtturm New Brighton Lighthouse war von 1830 bis 1973 in Betrieb.
Auf der Gemarkung von Wallasey befindet sich das Fort Perchrock und die Liscard Battery, die dem Schutz der Mersey-Mündung dienen.

## Kommunale Gliederung

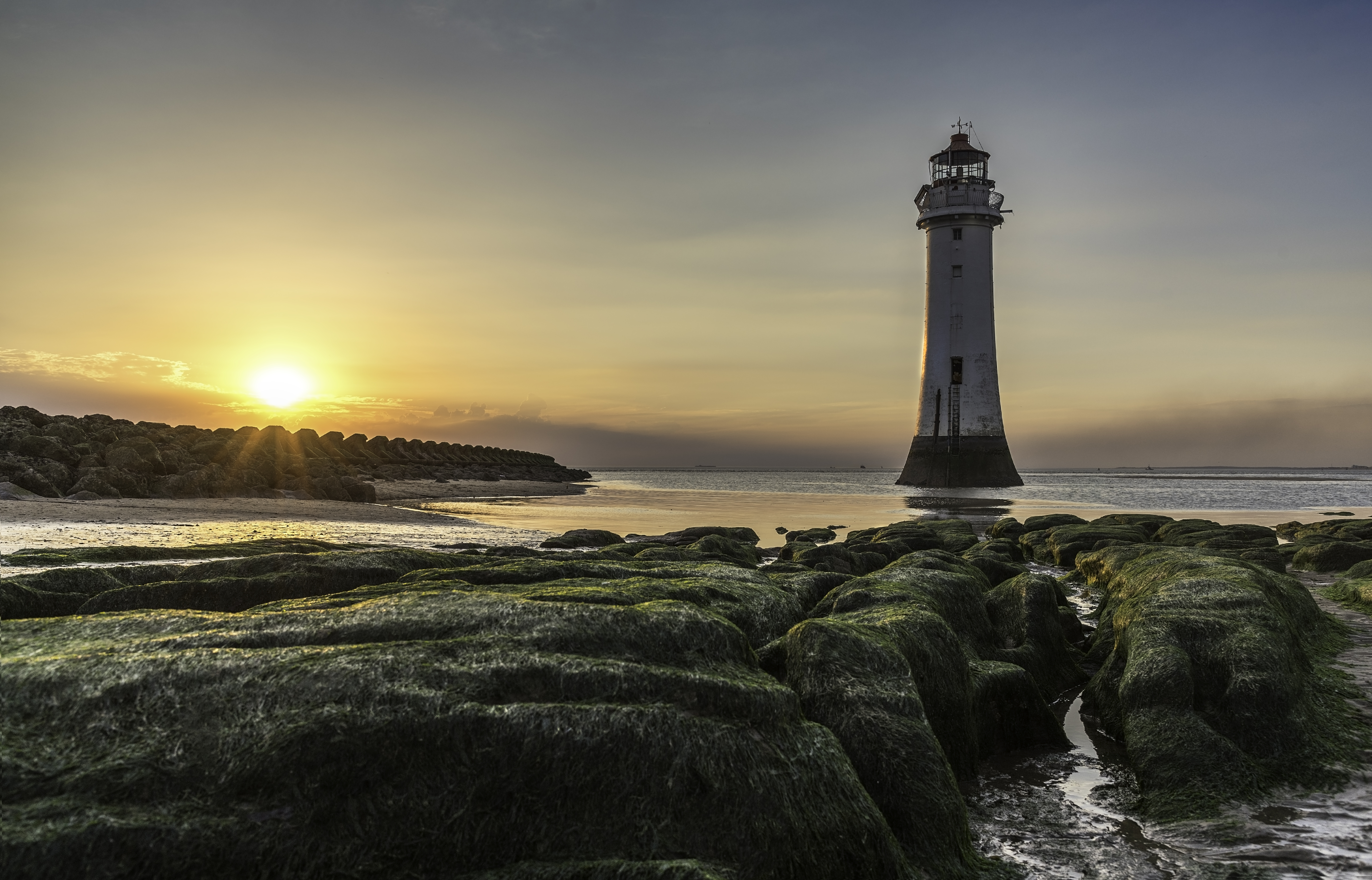
Perch Rock Lighthouse in New Brighton, einem Stadtteil von Wallasey

Verwaltungstechnisch gehört Wallasey zum Metropolitan Borough of Wirral, der den links des Mersey gelegenen Teil des 1974 eingerichteten Metropolitan County von Merseyside bildet. Zuvor zählte die Stadt zur Grafschaft Cheshire.

## Verkehr
Wallasey ist seit 1971 mit dem Stadtzentrum von Liverpool durch den Kingsway-Tunnel verbunden. Bereits seit 1934 existierte der Queensway-Tunnel, der allerdings etwas südlich von Wallasey bei Birkenhead den Mersey unterquert. In Wallasey beginnt die Autobahn M 53, die die Stadt mit Chester verbindet, wo Anschluss an die M 56 nach Manchester besteht.
Wallasey besitzt drei Bahnhöfe: Wallasey Village, Wallasey Grove Road und New Brighton. Verbindungen nach Liverpool und Birkenhead bestehen alle 15 Minuten. Am Bahnhof Grove Road besteht ein großer Park-and-Ride-Parkplatz. Eine früher bestehende Bahnlinie vom Bahnhof Seacombe & Egremont nach Birkenhead und Liverpool wurde 1960 eingestellt.
Vom Busbahnhof in Liscard verkehren Busse im 15-Minuten-Takt durch den Kingsway-Tunnel nach Liverpool. Weitere Busse verbinden Wallasey mit den Umlandgemeinden in Wirral.

## Persönlichkeiten, Töchter und Söhne
- Walter Citrine, 1. Baron Citrine (1887–1983), Gewerkschafter und Politiker
- Colin Muir Barber (1897–1964), Offizier
- Marjorie Cottle (1900–1987), britische Motorradrennfahrerin
- John Crammond (1906–1978), Skeletonsportler und Segler
- Malcolm Lowry (1909–1957), Schriftsteller
- Charles Crichton (1910–1999), Filmregisseur
- Leslie Graham (1911–1953), Motorradrennfahrer
- Deryck Guyler (1914–1999), Schauspieler und Komiker
- Raymond Moore (1920–1987), Fotograf
- Graham Stark (1922–2013), Schauspieler
- Arthur ApSimon (1927–2019), Archäologe
- Frank Parr (1928–2012), Jazzmusiker und Cricketspieler
- Dickie Davies (* 1933), Sportjournalist, ist in Wallasey aufgewachsen
- Ralph Steadman (* 1936), Karikaturist
- John Foster (* 1938), Segler und Bobfahrer von den Amerikanischen Jungferninseln
- Lindsay Owen-Jones (* 1946), Manager und Autorennfahrer
- Geoffrey Hughes (1944–2012), Schauspieler
- Haether Cooper (1949–2020), Astronomin
- Nigel Olsson (* 1949), Schlagzeuger
- Alan Rouse (1951–1986), Bergsteiger, erster Brite auf dem K2
- Elizabeth Berrington (* 1970), Theater- und Filmschauspielerin
- Dominic Purcell (* 1970), Schauspieler
- Austin Healey (* 1973), Rugbyspieler
- Louise Delamere (* 1974), Schauspielerin, ist in Wallasey aufgewachsen
- Jenny Frost (* 1978), Sängerin, ehemaliges Mitglied der Girlgroup Atomic Kitten
- Simon „Sice“ Rowbottom und Timothy Brown, Mitglieder der Gruppe The Boo Radleys
- Jay Spearing (* 1988), Fußballspieler
- Tyler Morton (* 2002), Fußballspieler